# Охтман, Леонард
Леонард Охтман (англ. Leonard Ochtman; 1854—1934) — американский художник-импрессионист голландского происхождения. Специализировался на пейзажах, был одним из основателей художественной колонии Cos Cob Art Colony в Коннектикуте, членом общества Greenwich Society of Artists.

## Биография
Родился 21 октября 1854 года в городе Zonnemaire голландской провинции Зеландия в семье художника-декоратора.
В 1866 году его семья переехала в США в город Олбани, штат Нью-Йорк, где в раннем возрасте Леонард начал работать чертежником в деревообрабатывающей фирме. В 1879 году он переехал из Олбани в Нью-Йорк, где делил комнату с товарищем, художником Чарльзом Итоном (англ. Charles Warren Eaton).
В Нью-Йорке Леонард работал с группой художников, которые играли важную роль в развитии импрессионизма в Соединенных Штатах. Он обучался в Лиге студентов-художников из Нью-Йорка в 1879 году, но в основном был самоучкой. В течение нескольких лет его студию в Нью-Йорке располагалась в том же здании, что Джорджа Иннесса, лидера тонализма; художники сотрудничали друг с другом. В 1882 году Охтман выставлял свои пейзажи в Национальной академии дизайна. В 1886 году он путешествовал по Европе, где познакомился с работами голландских художников Гаагской школы живописи — Якоба Мариса и Антона Мауве. В Нью-Йорк вернулся в 1887 году. Академиком стал в 1904 году.
Леонард Охтман был женат на художнице-импрессионистке Мине Охтман (1862—1924). В 1891 году они переехали в местечко Mianus, Коннектикут, где стали основателями и членами арт-колонии в городке Кос Коб. Её членами являлись также Джон Тавхтман, Чайльд Гассам, Джулиан Уир, Теодор Робинсон и Elmer Livingston MacRae. Охтман построил дом Grayledge, в котором проводил мастер-классы New York Summer School. Его студентами были  Кларк Вурхис и Harriet Randall Lumis.
В 1912 году Охтман и его друг скульптор Эдвард Поттер (англ. Edward Clark Potter) создали в Гринуиче, Коннектикут, общество Greenwich Art Society и музей Bruce Museum. Охтман был вице-президентом общества с 1912 года и его президентом в 1916—1932 годах.
Умер 27 октября 1934 года в Гринуиче, Коннектикут. Его дочь Дороти (англ. Dorothy Ochtman, 1892—1971) — училась живописи у родителей и стала художником, писавшим натюрморты.

## Труды
Наиболее характерные работы художника связаны с проливом Лонг-Айленд и видами Коннектикута. Его работы находятся во многих музеях и частных коллекциях США.

Некоторые работы
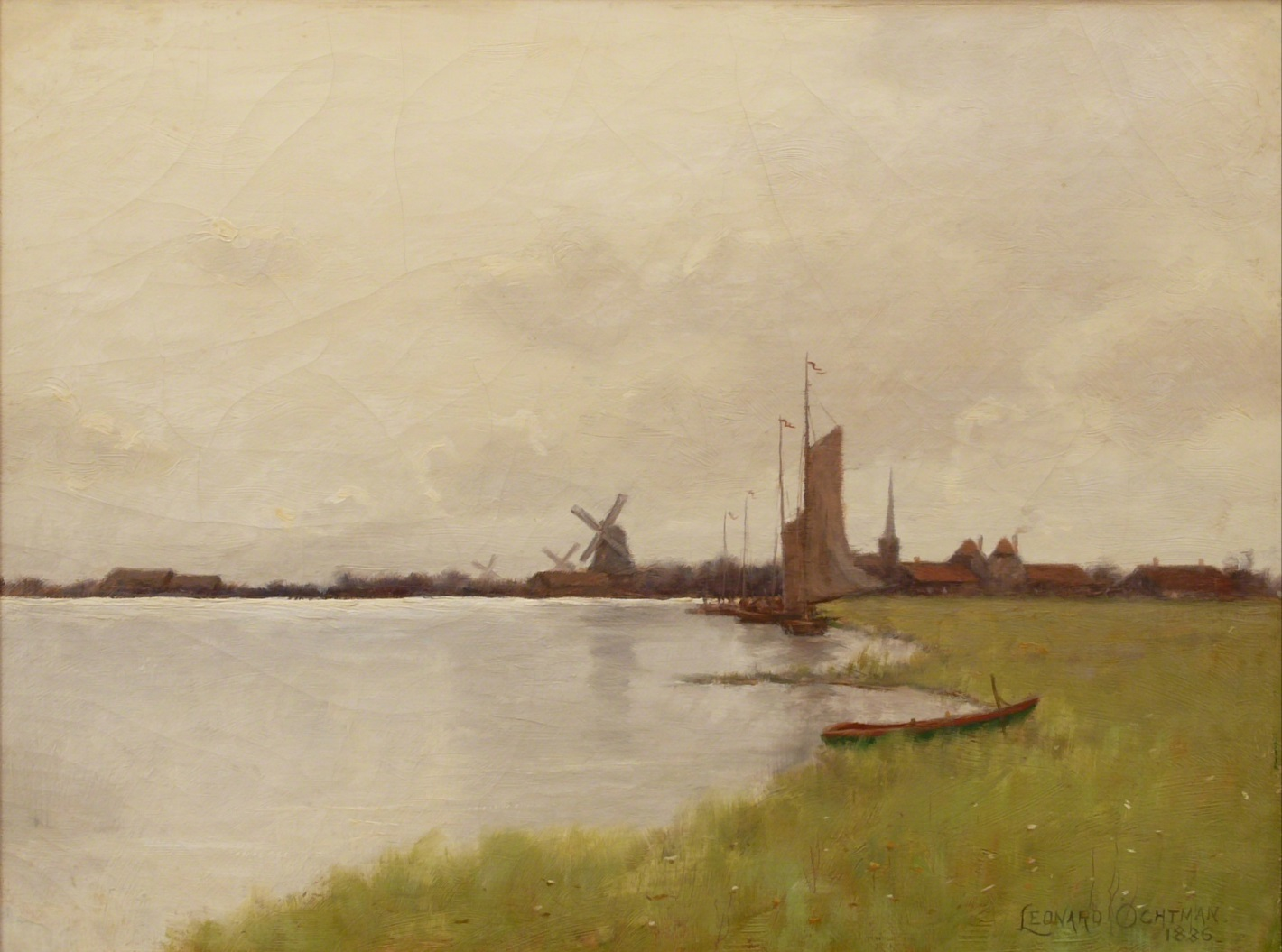
Dutch landscape
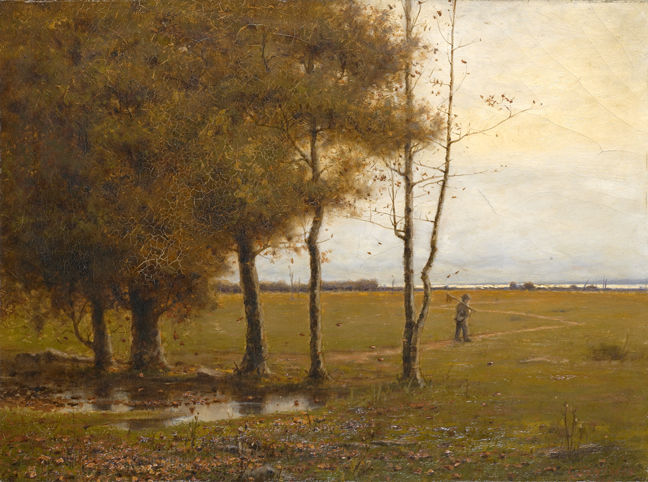
Landscape Path to the water
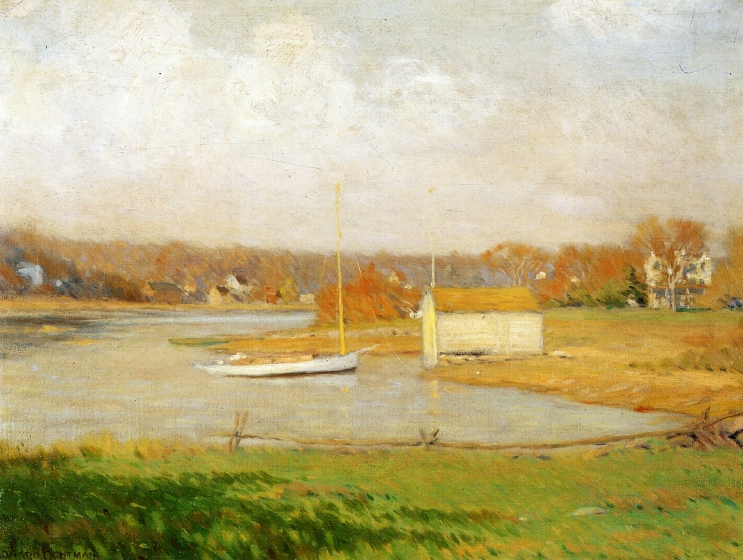
On the Mianus river
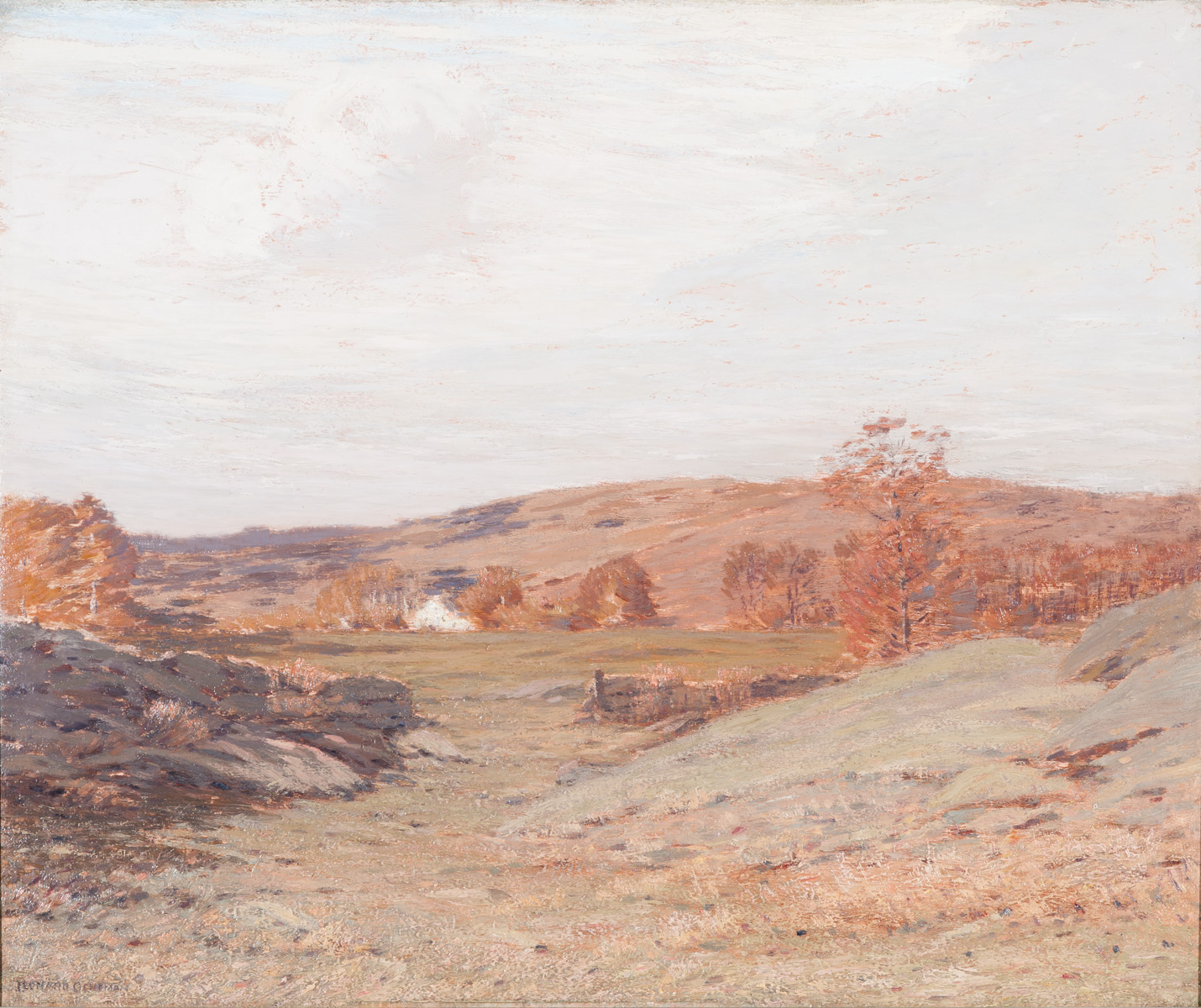
Old Pastures